# Leucotmemis lemoulti
Leucotmemis lemoulti är en fjärilsart som beskrevs av Rothschild 1911. Leucotmemis lemoulti ingår i släktet Leucotmemis och familjen björnspinnare. Inga underarter finns listade i Catalogue of Life.